# Ermanno Aebi
Ermanno Aebi (Milão, 13 de janeiro de 1892 - 1976) foi um futebolista italiano, de pai suíço e mãe italiana. Jogou toda sua carreira de jogador profissional na Internazionale da Itália.